# レット・イット・ブリード (曲)
「レット・イット・ブリード」(Let It Bleed)は、ローリング・ストーンズが1969年のスタジオ・アルバム『レット・イット・ブリード』で発表した楽曲。作詞・作曲はミック・ジャガーおよびキース・リチャーズ。

## 解説
メンバーのうちブライアン・ジョーンズは不参加で、ビル・ワイマンはベースだけでなくオートハープも担当した。ピアノはイアン・スチュワートによる。英米ではシングル・カットされていないが、1970年2月1日には日本盤シングル(TOP-1460)がリリースされ、6週オリコンチャート入りして最高79位を記録。

## コンサート・パフォーマンス
本作は1981年のアメリカ・ツアーでセット・リスト入りし、1983年公開の映画『レッツ・スペンド・ザ・ナイト・トゥゲザー』や2014年発売の映像作品『ハンプトン・コロシアム ライヴ・イン・1981』にライヴ映像が収録された。また、アコースティック・ライヴ・アルバム『ストリップド』（1995年）には、1995年7月3日のパリ公演における本作のライヴ・ヴァージョンが収録された。

## 評価
Richie Unterbergerはオールミュージックにおいて「バンドがキャリアの中でリリースしてきたLPのみ収録の曲の中でも、最強のものの一つ」「取っつきやすく、とても口ずさみたくなるブルースロックの曲」と評している。また、アメリカのデジタル音楽誌『Paste』が2012年に選出した「The 50 Best Rolling Stones Songs」では33位にランク・インし、ボニー・スタインバーグは本作について「イアン・スチュワートのピアノとキース・リチャーズのスライド・ギターが互いを完全に補完し合い、シンプルだが普遍的なメッセージを強調している」と評している。

## カバー
- ジョニー・ウィンター - アルバム『スティル・アライヴ・アンド・ウェル』（1973年）に収録[6]。
- カエターノ・ヴェローゾ - ライヴで歌唱。1974年のリオデジャネイロ公演のライヴ音源はオムニバス・アルバム『Palco Corpo e Alma』（1976年）に収録され[7]、後に日本独自企画のベスト・アルバム『マイス・カエターノ』（1999年）や、アルバム『ジョイア』（1975年）の日本盤再発CD（2012年、UICY-94813 / 2014年、UICY-76375）にも収録された。
- ジョーン・ジェット - シングル「Dirty Deeds」（1990年、AC/DCのカヴァー）のB面曲として発表[8]。また、カヴァー・アルバム『雨を見たかい』（1990年）の日本盤再発CD(VICP-62693)にボーナス・トラックとして収録された[9]。
- バリー・ゴールドバーグ（英語版） - ローリング・ストーンズのカヴァー集『Stoned Again』（2002年）に収録[10]。